# Chile en los Juegos Paralímpicos de Tokio 2020
Chile participó en los Juegos Paralímpicos de Tokio 2020 en el año 2021. El responsable del equipo paralímpico fue el Comité Paralímpico de Chile (Copachi), así como las federaciones deportivas nacionales de cada deporte con participación.
El 2 de julio de 2021 el presidente de Chile Sebastián Piñera anunció a los abanderados en los Juegos Paralímpicos de Tokio 2020: Alberto Abarza y Francisca Mardones.
El 19 de agosto de 2021 el Comité Paralímpico de Chile confirmó que, por primera vez en la historia, se emitirá los Juegos Paralímpicos de Tokio 2020 por las pantallas de TVN; además, será la primera vez que irá por señal abierta en otros países de América, como Brasil, Canadá y Estados Unidos.

### Deportistas
Los deportistas chilenos que participaron en Tokio 2020 fueron:
- Atletismo (4):
  - Francisca Mardones (Lanzamiento de bala F54)
  - Amanda Cerna (200m y 400m T47)
  - Cristian Valenzuela (1500m y 5000m T11) GUIDE: Matias Silva
  - Margarita Faúndez (1500m T11) GUIDE: Francisco Segovia
- Canotaje (1):
  - Katherine Wollermann (KL1)
- Levantamiento de peso (4):
  - Jorge Carinao
  - Juan Carlos Garrido
  - Marión Serrano
  - Camila Campos
- Natación (2):
  - Alberto Abarza
  - Vicente Almonacid
- Tenis en silla de ruedas (3):
  - Alexander Cataldo
  - Macarena Cabrillana
  - Jaime Sepúlveda
- Tenis de mesa (4):
  - Cristian González (Clase 4)
  - Luis Bustamante (Clase 2)
  - Cristian Dettoni
  - Tamara Leonelli (Clase 5)
- Tiro con arco (1):
  - Mariana Zúñiga (Compuesto)

## Medallistas
| Medalla           | Nombre               | Deporte       | Evento                  | Fecha           |
| ----------------- | -------------------- | ------------- | ----------------------- | --------------- |
| Medalla de oro    | Alberto Abarza       | Natación      | 100 m espalda S2        | 25 de agosto    |
| Medalla de oro    | Francisca Mardones   | Atletismo     | Lanzamiento de bala F54 | 30 de agosto    |
| Medalla de plata  | Alberto Abarza       | Natación      | 200 m libres S2         | 29 de agosto    |
| Medalla de plata  | Mariana Zúñiga       | Tiro con arco | Compuesto femenino      | 30 de agosto    |
| Medalla de plata  | Alberto Abarza       | Natación      | 50 m espalda S2         | 2 de septiembre |
| Medalla de bronce | Katherine Wollermann | Piragüismo    | 200 m Kayak KL1         | 4 de septiembre |

## Detalle por deporte

### Atletismo

#### Eventos de lanzamiento
| Atleta             | Evento             | Final     | Final          |
| Atleta             | Evento             | Distancia | Lugar          |
| ------------------ | ------------------ | --------- | -------------- |
| Francisca Mardones | Bala femenino F54  | 8,33 m RM | Medalla de oro |
| Francisca Mardones | Disco femenino F55 | 18,53 m   | 10.°           |

#### Eventos de pista
| Atleta                                    | Evento               | Preliminares | Preliminares | Final        | Final        |
| Atleta                                    | Evento               | Resultado    | Lugar        | Resultado    | Lugar        |
| ----------------------------------------- | -------------------- | ------------ | ------------ | ------------ | ------------ |
| Amanda Cerna                              | 200 m femenino T47   | 27.13        | 4.°          | No clasificó | No clasificó |
| Amanda Cerna                              | 400 m femenino T47   | 1:00.04      | 4.°          | 1:00.12      | 6.°          |
| Margarita Faúndez Guía: Francisco Segovia | 1500 m femenino T11  | 5:46.50      | 5.°          | No clasificó | No clasificó |
| Cristián Valenzuela Guía: Matías Silva    | 1500 m masculino T11 | 4:14.85      | 6.°          | 4:30.04      | 7.°          |
| Cristián Valenzuela Guía: Matías Silva    | 5000 m masculino T11 | N/A          | N/A          | 17:15.14     | 8.°          |

### Levantamiento de peso
| Atleta              | Evento           | Total levantado | Lugar |
| ------------------- | ---------------- | --------------- | ----- |
| Camila Campos       | Femenino -55 kg  | 115 kg          | 4.°   |
| Jorge Carinao       | Masculino -65 kg | —               | —     |
| Juan Carlos Garrido | Masculino -59 kg | 183 kg          | 4.°   |
| Marión Serrano      | Femenino -86 kg  | 117 kg          | 6.°   |

### Natación

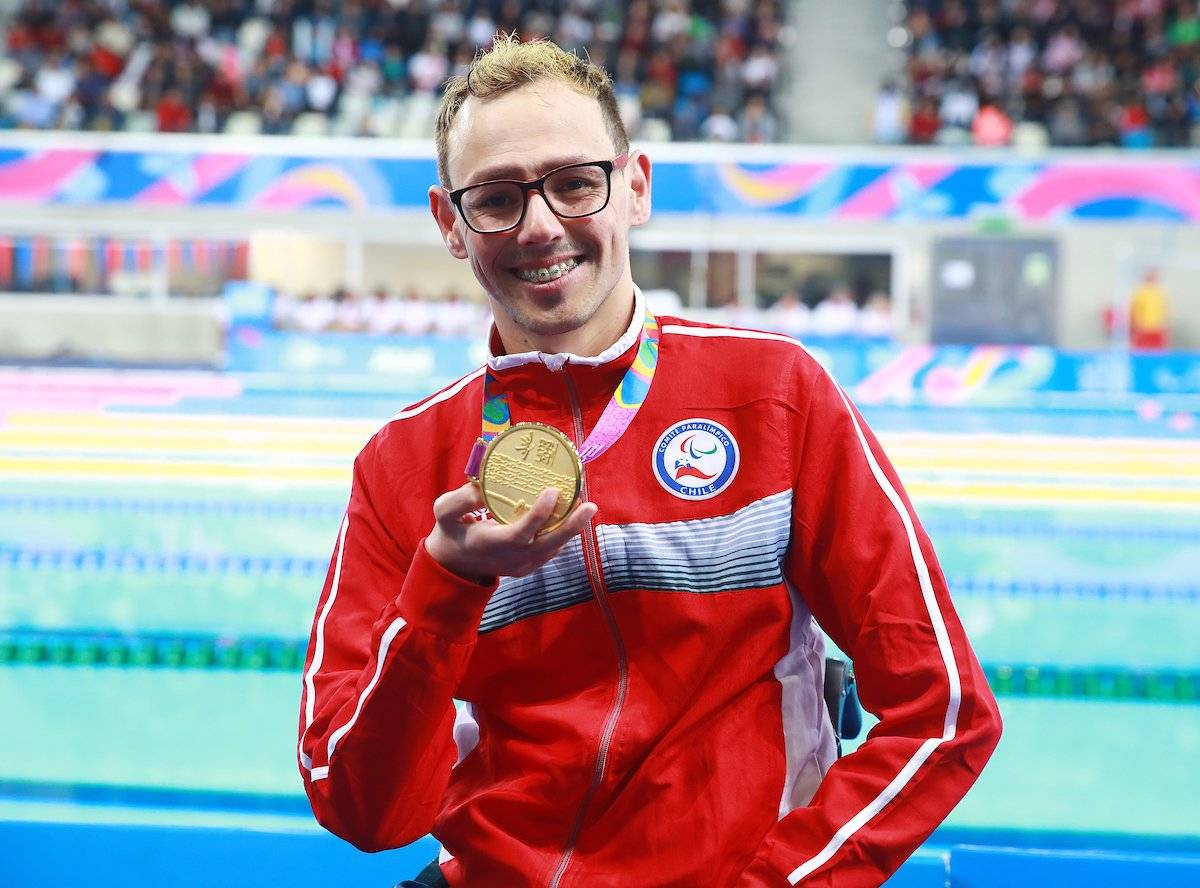
Alberto Abarza se convirtió en el primer deportista chileno en obtener tres medallas en unos Juegos Paralímpicos, registrando una de oro y dos de plata.

| Atleta            | Evento                     | Preliminares | Preliminares | Final   | Final            |
| Atleta            | Evento                     | Tiempo       | Lugar        | Tiempo  | Lugar            |
| ----------------- | -------------------------- | ------------ | ------------ | ------- | ---------------- |
| Alberto Abarza    | 50 m espalda masculino S2  | 57.58        | 2.°          | 57.76   | Medalla de plata |
| Alberto Abarza    | 100 m espalda masculino S2 | 2:02.28      | 2.°          | 2:00.40 | Medalla de oro   |
| Alberto Abarza    | 200 m libre masculino S2   | 4:18.25      | 2.°          | 4:14.17 | Medalla de plata |
| Vicente Almonacid | 100 m pecho masculino SB8  | 1:12.11      | 7.°          | 1:12.69 | 8.°              |

### Paracanotaje
| Atleta               | Evento                   | Preliminares | Preliminares | Semifinal | Semifinal | Final  | Final             |
| Atleta               | Evento                   | Tiempo       | Lugar        | Tiempo    | Lugar     | Tiempo | Lugar             |
| -------------------- | ------------------------ | ------------ | ------------ | --------- | --------- | ------ | ----------------- |
| Katherine Wollermann | 200 m kayak femenino KL1 | 57.121       | 1.° (FA)     | Exento    | Exento    | 55.921 | Medalla de bronce |

### Tenis en silla de ruedas
| Atleta                            | Evento               | Ronda 1                                 | Ronda 2                                                  | Octavos de final                                 | Cuartos de final       | Semifinal              | Final                  | Final |
| Atleta                            | Evento               | Contrincante Resultado                  | Contrincante Resultado                                   | Contrincante Resultado                           | Contrincante Resultado | Contrincante Resultado | Contrincante Resultado | Lugar |
| --------------------------------- | -------------------- | --------------------------------------- | -------------------------------------------------------- | ------------------------------------------------ | ---------------------- | ---------------------- | ---------------------- | ----- |
| Macarena Cabrillana               | Individual femenino  | N/A                                     | Diede de Groot (NED) D 1-6, 0-6                          | Eliminada                                        | Eliminada              | Eliminada              | Eliminada              | 17.°  |
| Alexander Cataldo                 | Individual masculino | DSR Dharmasena (SRI) V 6-3, 6-4         | Ruben Spaargaren (NED) D 2-6, 3-6                        | Eliminado                                        | Eliminado              | Eliminado              | Eliminado              | 17.°  |
| Jaime Sepúlveda                   | Individual masculino | Piotr Jaroszewski (POL) D 6-1, 4-6, 4-6 | Eliminado                                                | Eliminado                                        | Eliminado              | Eliminado              | Eliminado              | 33.°  |
| Alexander Cataldo Jaime Sepúlveda | Dobles masculino     | N/A                                     | Kamil Fabisiak / Piotr Jaroszewski (POL) V 6-3, 4-6, 6-3 | Carlos Anker / Ruben Spaargaren (NED) D 1-6, 5-7 | Eliminados             | Eliminados             | Eliminados             | 9.°   |

### Tenis de mesa
| Atleta                            | Evento                  | Fase de grupos               | Fase de grupos                    | Fase de grupos | Octavos de final            | Cuartos de final                        | Semifinal              | Final                  | Final |
| Atleta                            | Evento                  | Contrincante Resultado       | Contrincante Resultado            | Lugar          | Contrincante Resultado      | Contrincante Resultado                  | Contrincante Resultado | Contrincante Resultado | Lugar |
| --------------------------------- | ----------------------- | ---------------------------- | --------------------------------- | -------------- | --------------------------- | --------------------------------------- | ---------------------- | ---------------------- | ----- |
| Luis Bustamante                   | Individual masculino C2 | Martin Ludrovský (SVK) V 3-2 | Thirayu Chueawong (THA) V 3-2     | 1.°            | Oleksandr Yezyk (UKR) D 2-3 | Eliminado                               | Eliminado              | Eliminado              | 9.°   |
| Cristián Dettoni                  | Individual masculino C6 | Álvaro Valera (ESP) V 3-0    | Marios Chatzikyriakos (GRE) D 2-3 | 1.°            | N/A                         | Ian Seidenfeld (USA) D 2-3              | Eliminado              | Eliminado              | 5.°   |
| Cristian González                 | Individual masculino C4 | Nesim Turan (TUR) D 0-3      | Zhang Yan (CHN) V 3-2             | 2.°            | Francisco López (ESP) D 0-3 | Eliminado                               | Eliminado              | Eliminado              | 9.°   |
| Tamara Leonelli                   | Individual femenino C5  | Pan Jiamin (CHN) D 0-3       | Jung Young-a (KOR) D 0-3          | 3.°            | Eliminada                   | Eliminada                               | Eliminada              | Eliminada              | 7.°   |
| Luis Bustamante Cristian González | Equipo masculino C4-C5  | N/A                          | N/A                               | N/A            | N/A                         | Cao Ningning / Guo Xingyuan (CHN) D 0-2 | Eliminados             | Eliminados             | 5.°   |

### Tiro con arco
| Deportista     | Evento                        | Clasificación | Clasificación | Ronda de 32                 | Ronda de 16                | Cuartos de final                    | Semifinales                           | Final / MB                           | Posición         |
| Deportista     | Evento                        | Puntos        | Posición      | Oponente Puntos             | Oponente Puntos            | Oponente Puntos                     | Oponente Puntos                       | Oponente Puntos                      | Posición         |
| -------------- | ----------------------------- | ------------- | ------------- | --------------------------- | -------------------------- | ----------------------------------- | ------------------------------------- | ------------------------------------ | ---------------- |
| Mariana Zúñiga | Individual femenino compuesto | 671           | 14.°          | Zhou Jiamin (CHN) V 144-137 | Öznur Cüre (TUR) V 143-140 | Lin Yueshan (CHN) V 138(X+)-138(10) | Stepanida Artakhinova (RPC) V 142-141 | Phoebe Paterson Pine (GBR) D 133-134 | Medalla de plata |